# Tunstall (North Yorkshire)
Tunstall è un villaggio e parrocchia civile dell'Inghilterra, appartenente alla contea del North Yorkshire.